# 本橋菜子
本橋菜子（日语：／ Motohashi Nako，1993年10月10日—），日本女子籃球運動員，效力於東京羽田薇琪斯，主要位置為控球後衛。

## 經歷
- 朝霞台Unions - 志木市立志木中學校 - 明星學園高等學校（日语：学校法人明星学園） - 早稻田大學 - 東京羽田薇琪斯（日语：東京羽田ヴィッキーズ）（2016年－）

## 日本代表經歷
- 2018年女子世界盃籃球賽
- 2019年亞洲盃女子籃球賽
- 2020年夏季奧林匹克運動會

## 外部連結
- 本橋菜子 - 東京羽田ヴィッキーズ （页面存档备份，存于） （日語）
- 本橋菜子 - WJBL （页面存档备份，存于） （日語）
- 本橋菜子的X（前Twitter）
- 本橋菜子的Instagram帳戶